# Aal Sogn
Aal Sogn (bis 15. Dezember 2010: Ål Sogn) ist eine Kirchspielsgemeinde (dän.: Sogn) an der Nordseeküste im südlichen Dänemark. Bis 1970 gehörte sie zur Harde Vester Horne Herred im damaligen Ribe Amt, danach zur Blåvandshuk Kommune im erweiterten Ribe Amt, die im Zuge der Kommunalreform zum 1. Januar 2007 in der „neuen“ Varde Kommune in der Region Syddanmark aufgegangen ist.
Im Kirchspiel leben 3736 Einwohner (Stand: 1. Januar 2023). Im Kirchspiel liegt die Aal Kirke.

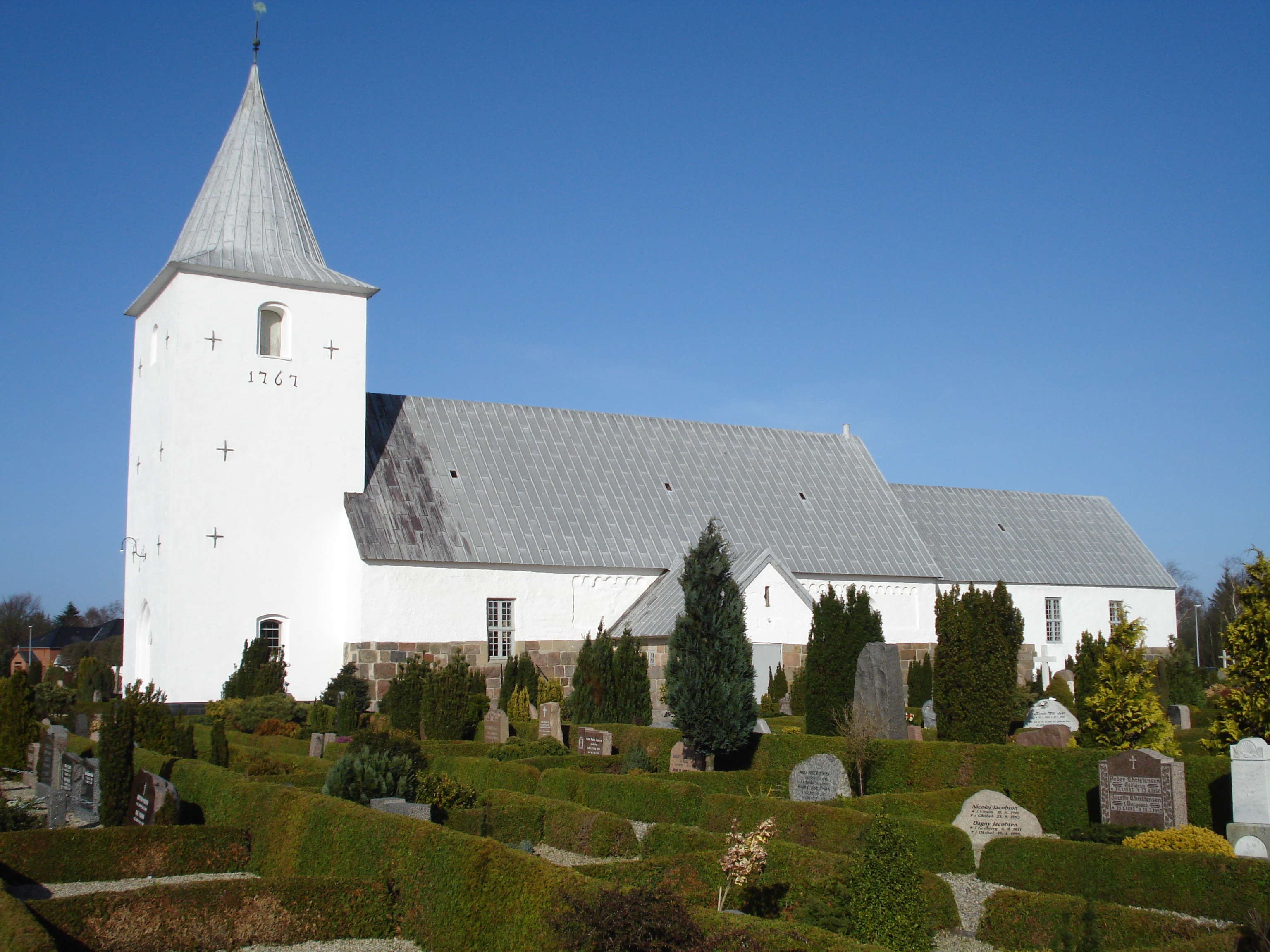
Aal Kirke

Nachbargemeinden sind im Norden Henne Sogn, im Nordosten Ovtrup Sogn, im Osten Janderup Sogn und Billum Sogn und im Süden Oksby Sogn.